# Димце
Димце (на албански: Dimca; на сръбски: Димце) е село в Косово, разположено в община Елезки хан, окръг Феризово. Намира се на 764 метра надморска височина. Населението според преброяването през 2011 г. е 249 души, от тях: 249 (100,00 %) албанци.

## Население
Численост на населението според преброяванията през годините:
- 1948 – 125 души
- 1953 – 114 души
- 1961 – 113 души
- 1971 – 108 души
- 1981 – 90 души
- 1991 – 134 души
- 2011 – 249 души